# Carl Fredrik Hill
Carl Fredrik Hill (Lund, 31 de maio de 1849 — 22 de fevereiro de 1911) foi um pintor sueco, que se notabilizou pelas suas pinturas de paisagem. 
Grande parte das suas obras está exposta no Museu de Arte de Malmö (Malmö konstmuseum) e no Museu Nacional de Belas-Artes em Estocolmo (Nationalmuseum).

## Galeria
Obras de Carl Fredrik Hill:

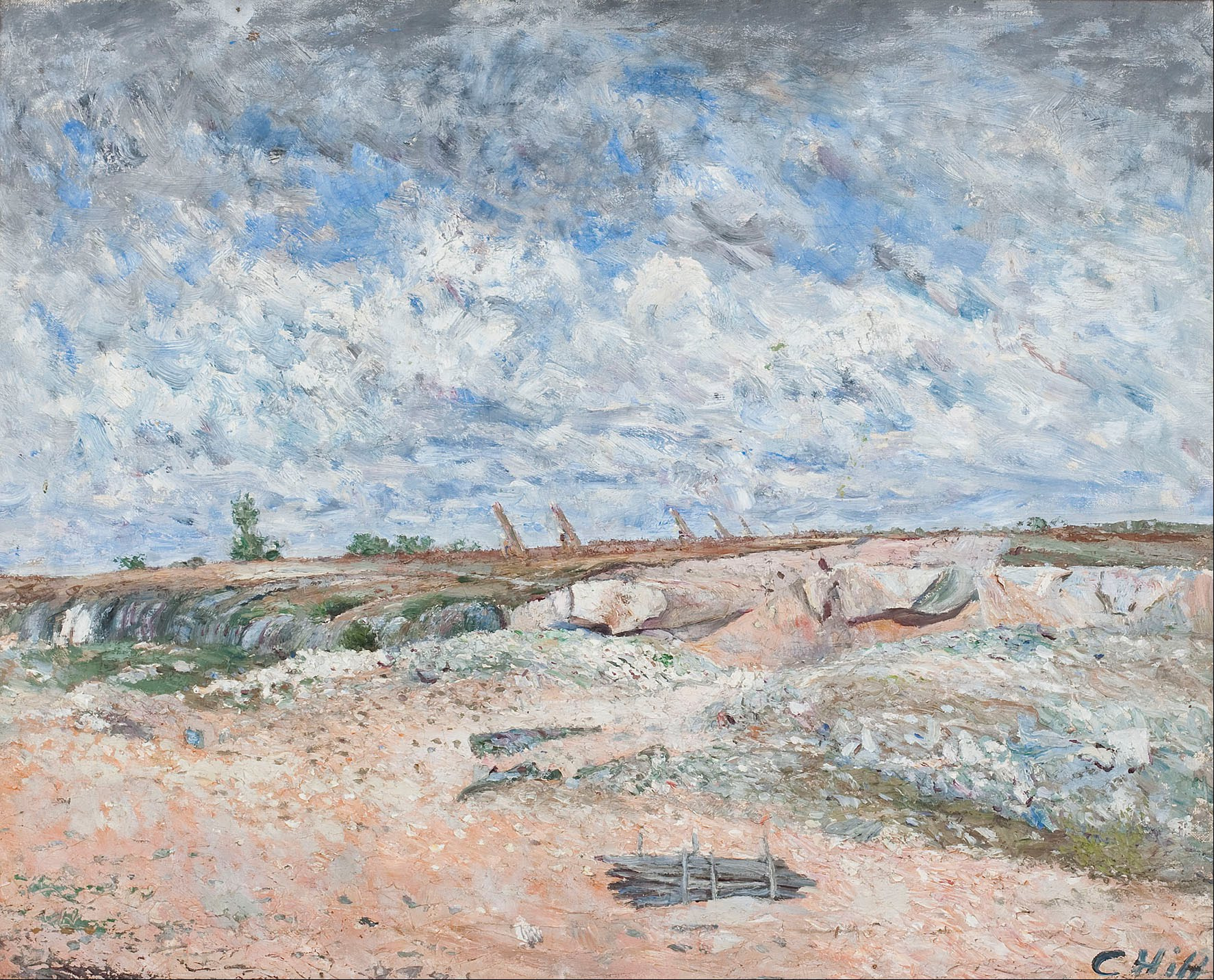
Paisagem com nuvens (1876).
Macieira em flor (1877).
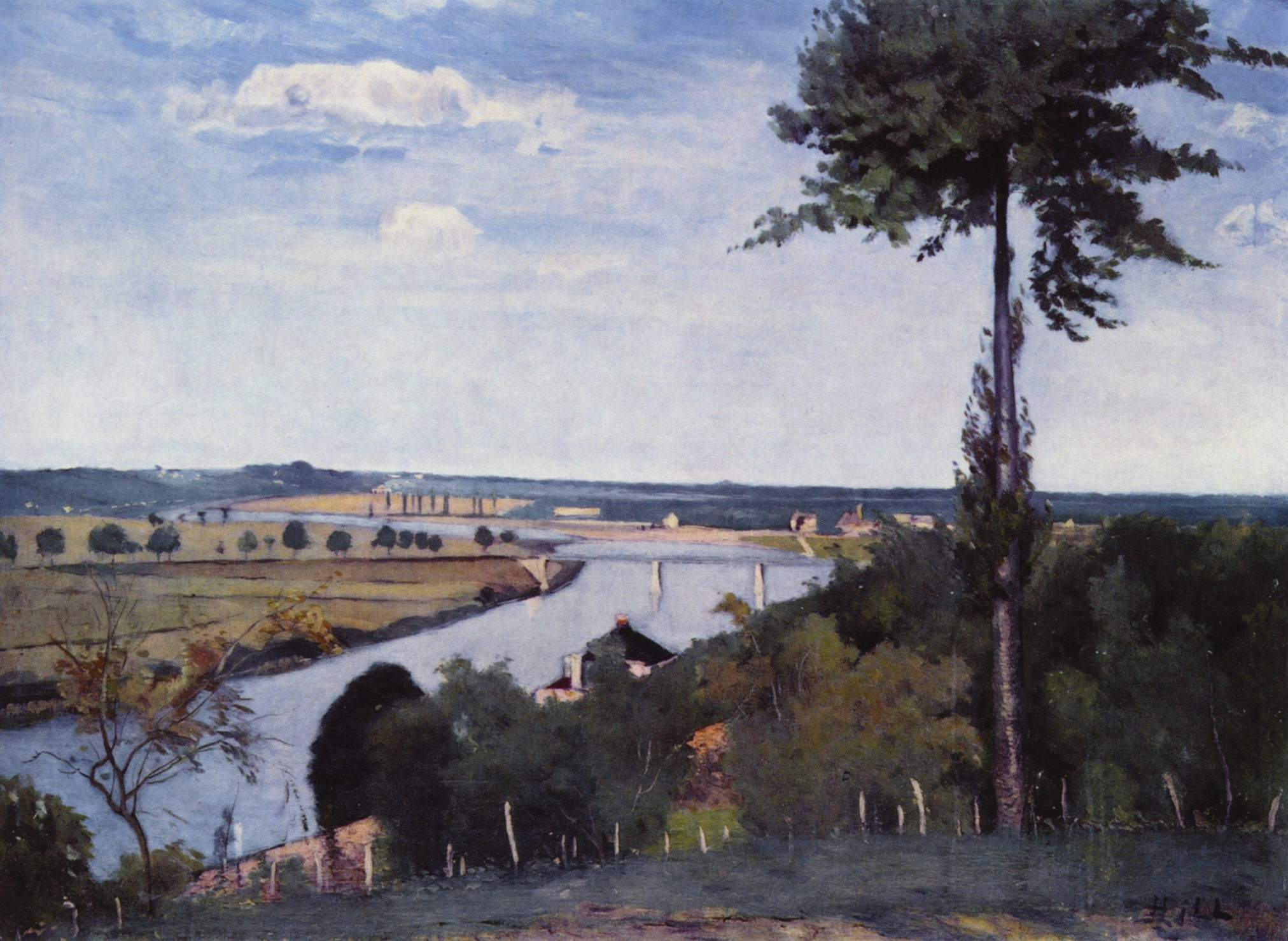
A árvore e o rio (1877)
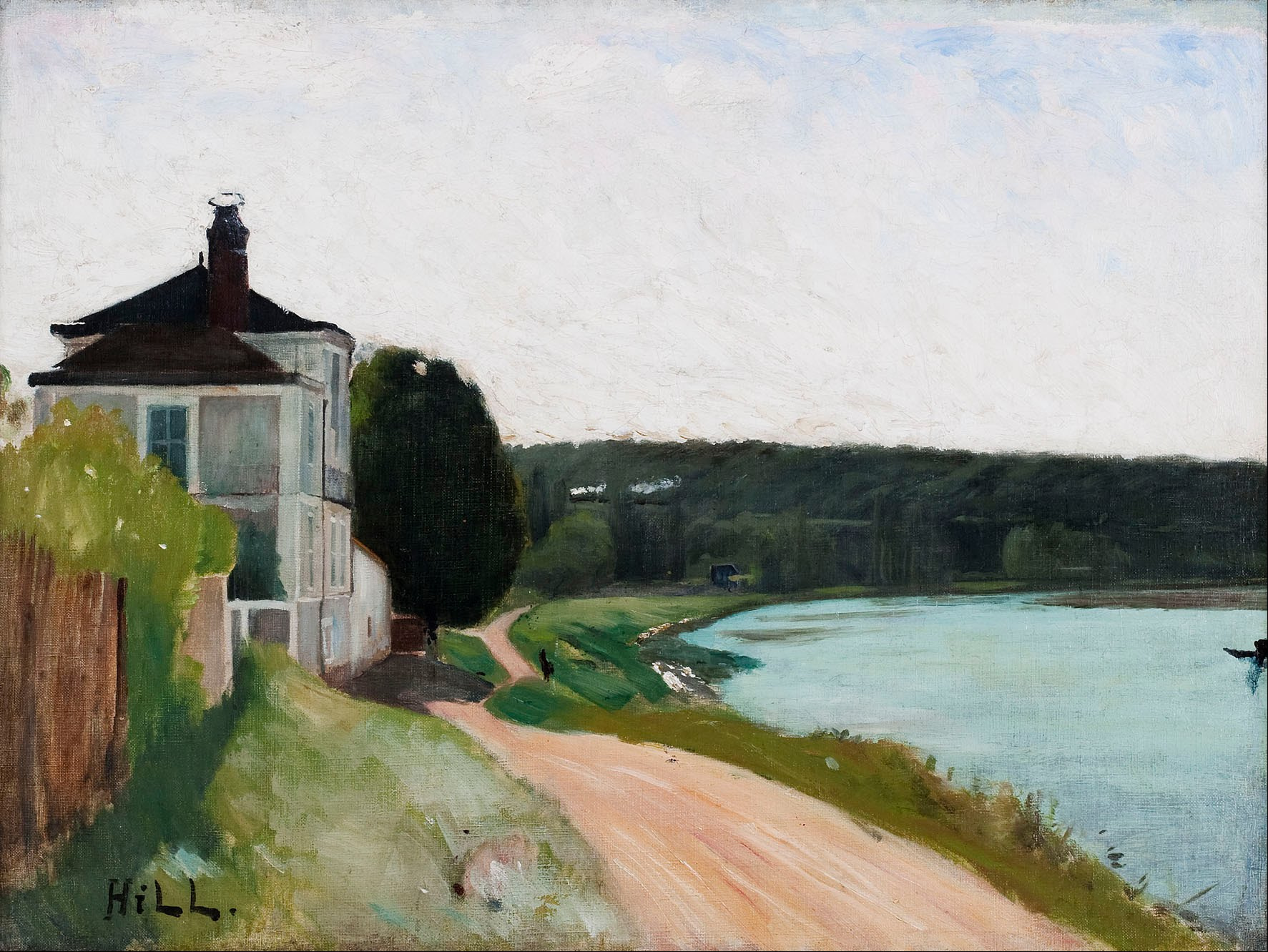
Casa à margem do rio Sena, Bois-le Roi. Fontainebleau (1877)